# Jasper van der Veen
Jasper van der Veen (Groningen, 1987) is een Nederlands cabaretier.  

## Loopbaan
Van der Veen studeerde Politicologie aan de Universiteit van Amsterdam. Hij haalde in 2012 en 2013 de finales van het Groninger en Amsterdams Studenten Festival. Daarna sloot hij zich aan bij het comedygenootschap Comedytrain. 
In 2019 won hij zowel de Jury- als de Publieksprijs op het Leids Cabaret Festival. De jury omschreef Van der Veen als een “zeldzaam podiumbeest”.
Het NRC en de Volkskrant riepen hem in 2020 uit tot een van de comedytalenten van het jaar. Van der Veen zette het activisme van jongeren af tegen de passiviteit van zijn linkse generatiegenoten, vooral bezig met huizen kopen en koffiebarretjes bezoeken. „Hiermee leverde Van der Veen niet alleen intelligente maatschappijkritiek, maar schetste hij ook een kritisch portret van zijn eigen generatie.”
Hij debuteerde in 2021 met zijn voorstelling Het dreigt volslagen goed te komen. Het NRC omschreef Van der Veen als gierend grappig. “Hij is ontwapenend en charismatisch en weet zijn hoge energie goed vast te houden. Met zijn haarscherpe mimiek en spel trekt hij je moeiteloos nieuwe werelden in."
In 2023 speelt Van der Veen zijn tweede voorstelling Niet gehinderd door enige kennis.